# Neufra (powiat Sigmaringen)
Neufra – miejscowość i gmina w Niemczech, w kraju związkowym Badenia-Wirtembergia, w rejencji Tybinga, w regionie Bodensee-Oberschwaben, w powiecie Sigmaringen, wchodzi w skład związku gmin Gammertingen. Leży w Jurze Szwabskiej, nad rzeką Fehla, ok. 20 km na północ od Sigmaringen.

## Współpraca
Miejscowości partnerskie:
- Elstra, Saksonia
- Fiesch, Szwajcaria